# Gyula Kosice
Gyula Kosice, vlastním jménem Fernando Fallik, (26. dubna 1924 Košice – 25. května 2016 Buenos Aires) byl argentinský sochař, plastik, teoretik a básník, předchůdce kinetického a světelného umění. Narodil se v maďarské rodině v Košicích. Ve svých čtyřech letech emigroval s rodiči do Argentiny. Gyula použil jako své umělecké jméno název svého rodného města. Byl jedním ze zakladatelů abstraktního nefigurativní umění v Latinské Americe. Uskutečnil 40 individuálních a 500 kolektivních výstav na celém světě. Stejně je autorem 15 knih – esejů a básni. V roce 2005 vytvořil ze své dílny muzeum.